# Atyaephyra
Atyaephyra is een geslacht van kreeftachtigen uit de klasse van de Malacostraca (hogere kreeftachtigen).
Het geslacht bestaat uit een aantal garnalensoorten die voorkomen in zout zoet en brak water.

## Soorten
- Atyaephyra acheronensis Christodoulou, Antoniou, Magoulas & Koukouras, 2012
- Atyaephyra desmarestii (Millet, 1831)
- Atyaephyra orientalis Bouvier, 1913
- Atyaephyra stankoi Karaman, 1972
- Atyaephyra strymonensis Christodoulou, Antoniou, Magoulas & Koukouras, 2012
- Atyaephyra thyamisensis Christodoulou, Antoniou, Magoulas & Koukouras, 2012
- Atyaephyra tuerkayi Christodoulou, Antoniou, Magoulas & Koukouras, 2012
- Atyaephyra vladoi Jabłońska, Mamos, Zawal & Grabowski, 2018

### Synoniemen
- Atyaephyra desmaresti (Millet, 1831) => Atyaephyra desmarestii (Millet, 1831)
- Atyaephyra rosiana de Brito Capello, 1867 => Atyaephyra desmarestii (Millet, 1831)
- Atyaephyra valentina Ferrer Galdiano, 1924 => Dugastella valentina (Ferrer Galdiano, 1924)